# Desastres em 1967
Nesta página encontrará referências aos desastres ocorridos durante o ano de 1967.

## Março
- 18 de março - Enchentes e deslizamentos de terra em Caraguatatuba em março de 1967

## Setembro
- Setembro–outubro: incêndio de grandes proporções atinge o Parque Estadual do Rio Doce, no estado de Minas Gerais, Brasil. Cerca de 9 000 hectares, aproximadamente um terço da reserva, foram consumidos pelo fogo e 12 pessoas morreram, posicionando-se então como o segundo maior incêndio florestal do Brasil em quantidade de vítimas fatais; atrás apenas do incêndio no Paraná em 1963, que deixou 110 mortos.[1]

## Novembro
- 26 de novembro - Grandes cheias da região de Lisboa. As inundações, associadas às precárias condições de habitação e à falta de ordenamento causam cerca de 700 mortos e deixam milhares de pessoas sem abrigo.[2]